# Tauroszyszki
Tauroszyszki (dodatkowa nazwa w j. litewskim Taurusiškės od tauras (= tur, bawół) lub taurus (= dobry, szlachetny)) – wieś w Polsce położona w województwie podlaskim, w powiecie sejneńskim, w gminie Puńsk.
| SIMC    | Nazwa            | Rodzaj    |
| ------- | ---------------- | --------- |
| 1011744 | Rutka Pachuckich | część wsi |

W latach 1975–1998 miejscowość administracyjnie należała do województwa suwalskiego.
Na terenie wsi znajduje się cmentarz z I wojny światowej, wpisany do rejestru zabytków Narodowego Instytutu Dziedzictwa.